# 좌사좌타
좌사좌타는 야구에서 사이드암의 형식으로 공을 던지고 타석에선 좌타자의 타석으로 들어서는 야구 선수를 가리키는 단어이다.

## 설명
좌사좌타의 선수는 좌언좌타와 함께 좌투좌타 유형 중에 하나인 야구 선수 유형이다. 좌사좌타인 선수들은 전부 투수에 포진되어 있다. KBO에선 좌사좌타인 선수는 김대유, 김태형, 곽도규 등이 있으며 NPB에선 나리타 카케루, MLB에서는 알렉스 클라우디오가 좌사좌타인 선수가 된다.

## 같이 보기
- 야구
- 투수